# Vesnička (Prysk)
Vesnička německy Füllerdörfel) je malá vesnice a část obce Prysk v okrese Česká Lípa. Nachází se asi 1,5 kilometru západně od Prysku. Prochází zde silnice I/13. Vesnička leží v katastrálním území Dolní Prysk o výměře 5,63 km².

## Historie
Do roku 1946 nesla obec název Füllerdörfel.

## Obyvatelstvo
Při sčítání lidu v roce 1921 ve vsi žilo 260 obyvatel (z toho 110 mužů), z nichž bylo 32 Čechoslováků, 209 Němců a devatenáct cizinců. Kromě šesti evangelíků a dvou lidí bez vyznání byli římskými katolíky. Podle sčítání lidu z roku 1930 měla vesnice 269 obyvatel: 27 Čechoslováků, 223 Němců a devatenáct cizinců. Většina (170 osob) se hlásila k římskokatolické církvi, ale tři lidé byli evangelíky a 96 jich bylo bez vyznání.